# Ктенопома карликова
Карликова ктенопома (Microctenopoma nanum, синонім Ctenopoma nanum, лат. nanum означає «карликовий») — тропічний прісноводний вид лабіринтових риб з родини анабасових (Anabantidae).

## Опис
Максимальний відомий розмір 67 мм стандартної (без хвостового плавця) довжини, в акваріумах самці виростають до 75 см, самки — до 65 мм загальної довжини.
Тіло міцне, помірно високе, трохи витягнуте в довжину, сплощене з боків, профілі спини та черева майже прямі. Висота тіла становить 33-37 %, а його товщина 18,4-19,2 % стандартної довжини, довжина голови — приблизно 36 % стандартної довжини. Хвостове стебло розвинене, його висота становить 17,5-17,7 %, а довжина 13-20 % стандартної довжини.
Висота голови становить 84,3-84,8 %, довжина морди (рила) 20,8-21,7 %, діаметр орбіт очей 22,8-23,0 %, міжорбітальна відстань 20,7-21,9 %, посторбітальна довжина 59,0-59,8 %, довжина рота 38,0-38,2 % довжини голови. Мала міжорбітальна відстань належить до діагностичних ознак виду. Очі великі. Морда відносно гостра, профіль голови прямий, а рот відносно великий, витягнутий, верхня щелепа може сягати рівня середини очей. Зуби на піднебінні та вомері відсутні. На зябрових кришках є 1-8 зубчиків вище вирізу, 1-6 зубчиків нижче за нього й жодного в межах вирізу. 7-8 зябрових тичинок.
Анальний та спинний плавці мають витягнуту форму й загострені на кінцях. 13-18 твердих і 7-11 м'яких променів у спинному плавці, 6-10 твердих і 7-11 м'яких променів в анальному плавці. Хвостовий плавець віялоподібний, у дорослих риб майже квадратний за формою, має 14 променів. У грудних плавцях по 14-15 променів, в черевних — по 1 твердому та по 5 м'яких променів. Кінці черевних плавців виходять за початок анального, два зовнішні промені подовжені в них у нитки.
Морфометричні показники типових зразків M. nanum: предорсальна (до початку спинного плавця) довжина 36,5-38,2 %, довжина основи спинного плавця 61,0-62,8 %, довжина основи анального плавця 35,5-37,8 %, довжина грудних плавців 24,1-23,5 %, довжина черевних плавців 25,5 % стандартної довжини.
Бічна лінія розірвана, складається з верхньої та нижньої частин. У бічному ряді 24-29 лусок. Хребців 26-28.
Основне забарвлення світло-коричневе, може мати синьо-сірий, жовтуватий, оливковий, навіть червонувато-коричневий відтінок. На цьому тлі на тілі розташовано 6-10 темних вертикальних смуг. Вони можуть бути більш або менш помітними, різного розміру, рівномірно розподілені, мають чіткі краї й, як правило, ненабагато ширші за світлі проміжки між ними. Смуги поширюються на непарні плавці. Перша смуга розташована біля основи грудного плавця, остання — на основі хвостового. У молодих особин ця остання смуга ще не повністю розвинена, її місце займає велика округла чорна пляма. Нечітка коса неправильної форми темна смуга проходить від ока до кореня грудного плавця. Плавці, за виключанням темних смуг, мають невиразне сіро-зелене або жовтувате забарвлення.
Стать можна відрізнити лише коли риби стануть вже майже повністю дорослими. Самці трохи більші й стрункіші за самок, мають більші за площею плавці, спинний та анальний плавці в них подовжені й мають загострені кінці, плавці окреслені блакитною облямівкою. Самки відрізняються більшим черевом. У збудженому стані (під час нересту, залицяння до самок, проявах суперництва) самці виявляють більш яскраві кольори, набувають темно-синього або темно-сірого, майже чорного забарвлення, смугастий малюнок при цьому щезає. Самки забарвлені світліше, перед нерестом у них стає помітною світла поздовжня смуга, що проходить від зябрової кришки до основи хвостового плавця.
В дикій природі локальні популяції M. nanum певною мірою різняться за забарвленням. Наприклад, у риб з північних регіонів на спинному та анальному плавцях, а також на сусідніх ділянках тіла основний коричневий колір має зеленкуватий до блакитного відтінок. Екземпляри з південних регіонів мають легкий червонуватий або жовтогарячий відтінок у цих областях. Однак в акваріумах всі екземпляри різного походження бувають майже виключно світло-коричневими з темними смугами, невелика кількість різних інших барв виявляється лише зрідка.

## Поширення
Карликова ктенопома зустрічається в зоні вологих тропічних лісів Центральної Африки. Це найпоширеніший представник роду. Зустрічається в межах Камеруну, Екваторіальної Гвінеї, Габону, Республіки Конго та Демократичної Республіки Конго. Займає більшу частину басейну річки Конго, за виключенням її південних приток (система Мверу-Луапула-Бангвеулу). Також карликова ктенопома широко розповсюджена в Нижній Гвінеї, зустрічається в басейнах річок західного узбережжя Центральної Африки: Санага, Ньонг (фр. Nyong), Нтем (фр. Ntem), Огове, Чилоанго.
Повідомлення про присутність Microctenopoma nanum у басейнах Конго та Замбезі на території Анголи стосуються інших видів.
Карликові ктенопоми водяться в невеличких затінених лісових річках, тримаються серед рослинності в прибережній зоні. Вода в цих водоймах має коричневе забарвлення, але прозора, м'яка (0-15 °dH), електропровідність близько 6 мкСм/см, показник pH 5,6-7,2, температура 18-24,5 °C.
Серйозних загроз існуванню виду не існує.

## Утримання в акваріумі
Вид присутній в акваріумній торгівлі, але зустрічається в акваріумах рідко. За забарвленням Microctenopoma nanum не є дуже привабливим видом, але має цікаву поведінку.
Вперше карликова ктенопома під назвою Ctenopoma nanum була завезена до Німеччини 1933 року. 1974 року її завезли до СРСР під хибною назвою Ctenopoma ansorgii. Насправді це, хоч і близькі, але два різних види, між ними існують чіткі відмінності.
Вид простий в утриманні, мирний, невибагливий, легко адаптується, підходить як для спільного, так і для видового акваріума. Пару карликових ктенопом можна тримати в невеликому акваріумі розміром від 60 см завдовжки, для групи риб потрібен акваріум довжиною від 100 см. Помешкання з цими рибами місцями має бути густо засаджене рослинами, краще дрібнолистими, що досягають поверхні води. Додатково використовують плавучі рослини з довгим корінням (наприклад, пістія або плавуча форма водяної папороті). Ктенопомам потрібні також різноманітні схованки, це можуть бути корчі, глиняні горщики, штучні гроти або печери, відрізки пластикових труб тощо. Водночас має лишатися й вільний простір для плавання.
Освітлення помірне. Ґрунт темний, найкраще використовувати дрібний гравій.
Акваріум накривають кришкою. Як і всі лабіринтові риби, карликові ктенопоми дихають атмосферним повітрям за допомогою зябрового лабіринту. Тому між поверхнею води та кришкою має залишатися кілька сантиметрів повітря, спливаючи, риби зможуть поповнити запаси повітря для свого лабіринтового органу.
Карликові ктенопоми тримаються переважно в середніх шарах води, найактивнішими бувають на світанку та в сутінках. Самці часто дуже швидко змінюють забарвлення.
Microctenopoma nanum, за винятком періоду розмноження, є порівняно мирним видом. Тому цих риб можна тримати в спільному акваріумі. Водночас слід зважати, що карликова ктеномома — доволі ляклива риба, її не можна тримати разом із агресивними або занадто активними видами (цихліди, суматранські барбуси, серпаси). Сусідами можуть бути схожі за розміром мирні риби: расбори, синодонтіси, коридораси, анциструси, пеколтії, даніо, живородки.
Карликові ктенопоми доволі агресивні в стосунках між собою, тому в акваріумі повинно бути достатньо схованок. Проблеми виникають при утримуванні риб у малих акваріумах, проте в просторих помешканнях карликових ктенопом можна тримати групою, за таких умов можна без проблем утримувати й кількох самців в одному акваріумі. Перевагою такого варіанту є те, що самці часто демонструють гарне забарвлення, коли погрожують один одному. Однак під час сезону розмноження самці наполегливо захищають свою територію й можуть жорстоко битися між собою.
Microctenopoma nanum потребує м'якої (5-20 °dH), чистої, нейтральної або трохи кислої (pH 6-7,5) води, температура може бути в межах 20-26 °C, але краще 23-25 °C. Обов'язковою є регулярна часткова заміна води, до фільтру додають торф.
Карликових ктенопом годують живим кормом середнього розміру, наприклад, дафніями, циклопами, трубковиком, личинками комарів, плодовими мухами. Їм пропонують також заморожені корми, корми-замінники. Звикають ктенопоми й до сухих кормів, хоча безперечну перевагу надають живим.

## Розведення
Карликова ктенопома належить до числа риб, що будують гнізда з піни. Розмножується цей вид просто. Риби вже можуть нереститися, коли досягають лише трохи більше половини свого максимального розміру.
Хоча карликова ктенопома може відкладати ікру й у спільному акваріумі, зазвичай лише одну пару саджають до окремого нерестовища не менше 50 см завдовжки та місткістю від 50 л. Нерестовище затінюють, влаштовують у ньому схованки для самки, додають кілька великих плавучих рослин. Рекомендовані параметри води: твердість 2-4 °dH, рН 6,5-6,8. Рівень води має становити 10-15 см. Початок нересту стимулюють пом'якшенням води та підвищенням її температури до 26-28 °C.
За дотримання відповідних умов середовища самець незабаром починає будувати на поверхні води гніздо з піни. Воно розташовується в центрі зайнятої ним території, зазвичай між листям плавучих рослин, але іноді й у відкритому кутку акваріума. Якщо нерест відбувається в спільному акваріумі, самець активно відганяє всіх риб, що опиняються поблизу гнізда.
Під час нересту риби обіймаються під гніздом і трохи спливають до поверхні, самка при цьому не перевертається. На короткий момент пара лишається нерухомою, а тоді повільно опускається до дна. В цей момент відкладається й запліднюється ікра. Риби не збирають її, вона сама спливає до поверхні. Після кожного акту спаровування самець енергійно відганяє самку від гнізда, а ще підкладає під ікринки свіжі бульбашки. Загалом від однієї пари отримують до 1000 ікринок. Після нересту самку зазвичай забирають з нерестовища, хоча це й не є обов'язковим. Самець лишається доглядати за кладкою й охороняє гніздо.
Ікринки відносно дрібні, мають невеликий вміст жовтка. Інкубаційний період триває близько 24 годин, після чого з ікринок вилуплюються личинки. Вони повисають під гніздом хвостиком донизу. Жовтковий мішок розсмоктується в них за 3 дні, тоді личинки перетворюються на мальків і починають вільно плавати й самостійно харчуватися. Тепер їх починають годувати. Новонародженим малькам потрібен дуже дрібний стартовий корм. Їм пропонують інфузорій, коловерток, наупліуси артемій, доповнюють раціон відповідним дрібним сухим кормом для мальків. Вирощування мальків карликової ктенопоми не потребує великих зусиль. В старому (давно облаштованому) акваріумі кілька молодих рибок завжди виростає навіть без сторонньої допомоги.
Батьки зазвичай не чіпають своїх мальків, але, як правило, після розпливання виводка їх забирають з нерестовища.
За 2 тижні роблять першу часткову заміну води, надалі цю процедуру проводять кожні 3-5 днів. Молодь карликової ктенопоми визріває в 1,5-2 роки.